# Henry Zambrano
Henry Zambrano Sandoval (Soledad, 7 de agosto de 1973) é um ex-futebolista colombiano que atuava como atacante.

## Carreira
Henry Zambrano integrou a Seleção Colombiana de Futebol na Copa América de 1999.